# راكوف تشيستوخوفا
نادي راكوف تشيستوخوفا الرياضي العمالي (بالبولندية: Robotniczy Klub Sportowy Raków Częstochowa Spółka) هو نادي كرة قدم بولندي من مدينة تشيستوخوفا. يلعب في الدوري البولندي الممتاز، تأسس النادي في 1921.
حقق راكوف إنجازاً تاريخياً بالفوز بلقب الدوري البولندي الممتاز موسم 2022–23، بالإضافة إلى فوزه بكأس بولندا موسمي 2020–21 و2021–22.

## وصلات خارجية
- الموقع الرسمي